# K. Maro
Pour l’article ayant un titre homophone, voir Camaro.
K.Maro nom de scène de Cyril Kamar, (en arabe : سيريل قمر), est un chanteur, rappeur, compositeur, producteur et homme d'affaires libano-canadien, né le 31 janvier 1980 à Beyrouth. Il chante en français, puis en anglais.
Il est le fondateur des labels East 47th Agency et Winema Brands, filiales de KEG (Kamar Entertainment Group).

## Biographie
Né le 31 janvier 1980, Cyril Kamar passe les dix premières années de sa vie à Beyrouth. Sa mère enseigne la philosophie et son père est comptable. Sa famille s'installe au Canada quand il est adolescent et il étudie au Collège Stanislas de Montréal. À 15 ans, il se lance dans ses premiers concours de free-style et monte, sous le pseudo de Lyrik, son premier groupe de rap, LMDS, qui rencontre un certain succès au Québec.
Sous son nom d'artiste K. Maro, il sort en 2002 un premier album solo intitulé I am à l'ancienne. Celui-ci regroupe quatorze chansons réalisées par DJ Short Cut, dont Le Clan Chill avec Corneille, et Symphonie pour un dingue en deux versions : dans sa version originale composée par Louis Côté et la version Remix pour mes dingues sur un beat de Sonny Black.[réf. nécessaire]
Cyril Kamar fonde en 2003 son premier label, K.Pone.Inc (en). Il y produit des artistes tels que Shy'm, Vaï (ex-LMDS), Imposs, Ale Dee, Rad, Peya ou encore Jay.
En 2004, son deuxième album La Good Life, est distribué dans plus de 25 pays. Le single Femme Like U (Donne-moi ton corps) remporte le NRJ Music Award de la chanson de l'année 2004. L'album s'écoule à plus d'un million d'exemplaires dans le monde et cumule près de deux millions de singles écoulés. La même année, il apparaît sur la version francophone du titre Chance, interprété par le groupe The 411, qui est disponible exclusivement sur la version française de l'album Between the Sheets.
En 2005, K. Maro sort son troisième album intitulé Million Dollar Boy, certifié disque de platine. En 2006, il célèbre ses 10 ans de carrière avec l'album Platinum Remixes qui reprend ses plus grands tubes remixés ainsi que 3 inédits. En 2008, il sort son quatrième album, Perfect Stranger, enregistré en anglais. Parallèlement à ses activités musicales, il ouvre la même année son premier restaurant haut de gamme à Miami, puis dans la foulée une boite de nuit sur le boulevard Saint-Laurent à Montréal. Il possède également plusieurs affaires au Liban, son pays de naissance.
En 2010, il sort l'album 01.10, uniquement sur le marché canadien. La même année, il intègre l'équipe de Warner Music France en tant que directeur général et directeur artistique d'Ambitious Boys Club, nouveau label de la major. En 2013, Cyril Kamar fonde East 47th Music avec Pascal Nègre chez Universal Music Group. À la même période, il monte une agence de conseil aux artistes, Rock&Cherries Agency.
Le 23 juillet 2016, il se marie en France avec Anne-Sophie Mignaux, une consultante mode, également rédactrice en chef joaillerie et horlogerie. Ils ont une fille prénommée Gaïa, le 19 mars 2021. Plus tard, il sort le single Mary le 15 septembre 2017 réalisé collectivement par les membres de The Bugged Mind Crew. Le 13 décembre 2019, il publie le best-of Demain c'est loin, accompagné du single du même nom.

## Discographie

### Albums studio
- 2002 : I Am à l'ancienne
- 2004 : La Good Life
- 2005 : Million Dollar Boy
- 2008 : Perfect Stranger
- 2010 : 01.10
- 2018 : Avenues

### Best-of
- 2019 : Demain c’est loin[10]

### Album de remixes
- 2006 : Platinum Remixes

### Singles
- 2002 : Symphonie pour un dingue
- 2002 : Le Clan chill (feat. Corneille)
- 2004 : Femme Like U (Donne-moi ton corps) (featuring Nancy Martinez)
- 2004 : Crazy
- 2004 : Qu'est-ce que ça te fout
- 2005 : Sous l'œil de l'ange
- 2005 : Histoire de luv' (feat. Shy'm)
- 2006 : Les frères existent encore
- 2006 : Gangsta Party
- 2006 : Let's Go
- 2008 : Take u away
- 2008 : Out In The Streets
- 2009 : Elektric
- 2009 : Music
- 2010 : Clash
- 2018 : Mary
- 2018 : Avenues
- 2019 : Demain c'est loin
- 2020 : L.A Sun
- 2020 : C’était mieux avant
- 2025 : La reine de la fête

## Tournées
- K-Maro Tour (2006)[11]

| Date            | Ville     | Pays     | Lieu                    |
| --------------- | --------- | -------- | ----------------------- |
| 31 mars 2006    | Thônex    | Suisse   | Salle des Fêtes         |
| 4 avril 2006    | Paris     | France   | Olympia Bruno Coquatrix |
| 5 avril 2006    | Bruxelles | Belgique | Ancienne Belgique       |
| 6 avril 2006    | Lille     | France   | L'Aéronef               |
| 7 avril 2006    | Monaco    | Monaco   | Espace Léo Ferré        |
| 9 avril 2006    | Lyon      | France   | Le Transbordeur         |
| 11 juillet 2006 | Dour      | Belgique | Festival de Dour kids   |

- Concert anniversaire (2019-2020)

| Date             | Ville    | Pays   | Lieu              |
| ---------------- | -------- | ------ | ----------------- |
| 20 novembre 2019 | Paris    | France | Palais de Tokyo   |
| 29 février 2020  | Paris    | France | Elysée Montmartre |
| 7 mars 2020      | Montreal | Canada | Olympia           |